# Centre de Formation de Mounana
O Centre de Formation de Mounana é um clube de futebol com sede em Mounana, Gabão. A equipe compete no Campeonato Gabonês de Futebol.

## História
O clube foi fundado em 2006.